# Imensurável
Imensurável é uma canção da cantora brasileira Aline Barros, com composição da própria cantora junto com Léo Casper. Foi lançada como single nas plataformas digitais em 9 de setembro de 2021 e foi o primeiro single da cantora do álbum "Minha Oração".

## Repercussão
A canção tem mais de 10 milhões de visualizações no YouTube e 25 milhões no Spotify.
O single "Imensurável" foi certificado com Disco de Ouro pela Pró-Musica Brasil, em 2023.
Em 2024, o single "Imensurável" recebeu Disco de Platina pela Pro-Musica Brasil.

## Curta-metragem
No dia 29 de maio de 2022, Aline disponibiliza no seu canal do YouTube um curta-metragem da canção, esse curta é o terceiro episódio da série de curtas do álbum Minha Oração.

## Videoclipe
"Imensurável" recebeu um clipe ao vivo no dia 17 de setembro de 2021, um dia depois do lançamento em áudio, o clipe já conta com 10 milhões visualizações no YouTube.

## Lista de faixas
| Streaming e download digital |                                  |                           |         |  |
| N.º                          | Título                           | Compositor(es)            | Duração |  |
| 1.                           | "Imensurável"                    | Aline Barros e Léo Casper | 5:58    |  |
| 2.                           | "Imensurável - Versão Estendida" | Aline Barros e Léo Casper | 9:03    |  |
| 3.                           | "Imensurável (Playback)"         | Aline Barros e Léo Casper | 5:58    |  |

## Desempenho Comercial

### Tabelas semanais
| Tabela musical (2021)        | Melhor posição |
| ---------------------------- | -------------- |
| Brasil (Super Gospel Top 20) | 1              |
| Brasil (Apple Music)         | 46             |

### Certificações
| Ano  | Obra        | Certificação |
| ---- | ----------- | ------------ |
| 2023 | Imensurável | Ouro         |
| 2024 | Imensurável | Platina      |
| 2025 | Imensurável | 2× Platina   |

## Créditos
Direção Executiva: Paulo Alberto
Produção Musical: Johnny Essi
Direção: Lucas Carvalho (SigFilms)
Direção de Fotografia: Vinni Gennaro
Diretora de Arte: Amanda Hagemann
Diretora de Produção: Debiane Miyaoka